# The Captive City
The Captive City is een Amerikaanse film noir uit 1952 onder regie van Robert Wise.

## Verhaal
Jim Austin is de uitgever van een krant in een kleine stad. Een tipgever vertelt hem dat de plaatselijke politiecommissaris criminele bendes in bescherming neemt. Voordat zijn bron hem details kan geven, sterft hij bij een auto-ongeluk. Wanneer de politie de zaak negeert, gaat Austin zelf op onderzoek.

## Rolverdeling
| Acteur             | Personage            |
| ------------------ | -------------------- |
| John Forsythe      | Jim Austin           |
| Joan Camden        | Marge Austin         |
| Harold J. Kennedy  | Don Carey            |
| Marjorie Crossland | Mevrouw Sirak        |
| Victor Sutherland  | Murray Sirak         |
| Ray Teal           | Commissaris Gillette |
| Martin Milner      | Phil Harding         |
| Geraldine Hall     | Mevrouw Nelson       |
| Hal K. Dawson      | Clyde Nelson         |
| Ian Wolfe          | Predikant Nash       |
| Gladys Hurlbut     | Linda Purcy          |
| Jess Kirkpatrick   | Anderson             |
| Paul Newlan        | Krug                 |
| Frances Morris     | Mevrouw Harding      |
| Paul Brinegar      | Brigadier            |